# سانت-لوران (مونتريال)
سانت-لوران هو حي يقع إدارياً ضمن مونتريال في كندا. يحده إدارياً أنستك-كرتيفيل.

## أعلام
- بيير بويفن

## وصلات خارجية
- الموقع الرسمي